# Вик (Сёмна)
Вик (норв. Vik, также норв. Vik i Helgeland) — административный центр коммуны Сёмна в Норвегии. Деревня расположена у фьорда Люнгверфьорд норв. Lyngværfjord, залив которого у деревни носит название Виквоген (норв. Vikvågen). Население деревни в 2009 году составляло 364 человека, в 2017—370 человек. Местная церковь, Вик-Кирке (норв. Vik kirke), была построена в 1876 году.